# Віма Кадфіз

Віма Кадфіз (бактр. Οοημο Καδφισο, кхар.  V'ima Kathpiśasa, Uvima Kavthisasa) (бл./до 112—126/7) — кушанський цар, син та наступник Віми Такту, третій великий цар, цар царів, син бога, Кушан. Отримав від батька велике Кушанське царство, й судячи по написам свого сина та наступника Канішки Великого, якихось великих потрясінь за часів його царювання не відбувалось. Відомий поперед за все емісіями якісних золотих монет, що пояснюють чи дефіцитом срібла, чи достатньою кількістю золотих родовищ на теренах Кушанського царства й, головне, неймовірним економічним зростанням Кушанського царства, крізь яке проходив так званий Шовковий (тобто Оксамитовий) Шлях з Імперії Хань на захід, до Римської імперії.
На його подвійних золотих динарах викарбувано легенди двома мовами: бактр. BAΣIΛEYΣ OOHMO KAΔΦIΣHΣ на аверсі, та розлога кхар. maharajasa rajadirajasa sarvaloga iśvarasa mahiśvarasa v'ima kathpiśasa tratarasa — Великий Цар, Цар Царів, Всесвіту Господар, Великий Господар, Віма Кадфіз Спаситель на реверсі.
Щодо кордонів та організації Кушанського царства за Віми Кадфіза будь-яких свідоцтв немає. Відомо, що його попередник «… підкорив Індію, керування якою доручив одному зі своїх військових очільників…», у якому можна бачити «… помічника — правителя Се…», який згодом проведе напад на Західний Край Хань. З Рабатакського напису відомо, що за часів його наступника Канішки Великого вже був розвинутий інститут каралрангів — царських намісників, які на деяких територіях змінювали стару родову аристократію (ймовірно, перш за все у власне Бактрії). Щодо кордонів кушан на перший рік правління Канішки ми бачимо, принаймні у Індії, наступне: Кунінда (бактр. κοοαδηανο), Удджайн (бактр. ωζονο), Сакета (бактр. Ζαγηδο), Каушамбі (бактр. Κωζαμβο), Шрі-Чампа (бактр. Ζιριταμβο), Паталіпутра (бактр. Παλαβοτρο). Отже, вже за часїв Віми Такту та Віми Кадфіза владу кушан окрім власне Бактрії було поширено й на центральну Індію та деякі (чи всі) кшатрапії саків (відомі як Західні Кшатрапи).

### Віма Кадфізв епіграфіці[6]
- CKI 62 [Архівовано 1 травня 2021 у Wayback Machine.]

| син бога магараджа Віма Кадфіз року 287…[7] |
- Великий Рабатакський напис царя Канішки (IKEo 318) [Архівовано 12 листопада 2017 у Wayback Machine.] (уривок)

| … Він наказав зобразити їх, цих богів, яких написано [імена], також він наказав зобразити царів таких: Кудзулу Кадфіза царя прадіда, Віму Такту царя діда, Віму Кадфіза царя батька та його, Канішку царя… |